# Siding Spring Survey
Siding Spring Survey (SSS) ist ein australisches Projekt zur systematischen Suche von Kometen und Asteroiden – insbesondere Near-Earth objects – am Südhimmel. Das Suchprogramm benutzt das 0.5-m Uppsala Schmidt Teleskop am Siding Spring Observatory in New South Wales. Das Projekt ist das südliche Gegenstück zur Catalina Sky Survey (CSS) des Nordhimmels, die in den Santa Catalina Mountains, auf dem Mount Bigelow bei Tucson (Arizona) erfolgt. SSS wird gemeinsam betrieben von der University of Arizona und der Australian National University. Finanziert wird das gesamte Projekt durch die NASA.
Erdnahe Objekte (engl. Near-Earth object; NEO), auch Erdbahnkreuzer, sind Asteroiden, Kometen und große Meteoroiden, welche bei ihrem Umlauf um die Sonne die Erdbahn kreuzen und deshalb eine gewisse Kollisionsgefahr bergen. Um sie abschätzen zu können, ist eine genaue Bahnbestimmung solcher Objekte notwendig.
SSS (IAU Observatoriums-Code E12) befindet sich am Siding Spring Observatorium (IAU Observatoriums-Code 413) etwa 400 km nordwestlich von Sydney.